# Сатиры (Гораций)
«Сати́ры», или «Бесе́ды» (лат. Sermones), — сборник стихотворений римского поэта Квинта Горация Флакка в двух книгах, опубликованных, приблизительно, в 35 и 30 годах до н. э. Первая книга «Сатир» стала первым опубликованным произведением Горация и принесла ему славу одного из величайших поэтов эпохи (наряду с Вергилием).
«Сатиры» представляют собой написанные гекзаметром стихотворения на разные темы, часто имеющие форму диатрибы, диалога с выдуманным собеседником. Их содержание имеет моралистический характер (например, против роскоши, против зависти, в защиту деревенской жизни), встречаются простые описания.